# 中倉彰子
中倉 彰子（なかくら あきこ、本名: 中座 彰子〈ちゅうざ あきこ、旧姓: 中倉〉、1977年3月2日 - ）は、LPSA（日本女子プロ将棋協会）所属の女流棋士。東京都府中市出身。法政大学人間環境学部卒業。堀口弘治七段門下。LPSA番号11。日本将棋連盟所属当時の女流棋士番号は旧34。2015年3月31日付で現役引退。2017年3月31日でLPSAプロ活動停止した。女流棋士の中倉宏美は実妹。夫は棋士の中座真。

## 経歴
- 小学1年のときに、妹・宏美とともに将棋を始める。
- 1991年、第23回女流アマ名人戦優勝。
- 1992年、第24回女流アマ名人戦優勝（決勝戦の相手は石橋幸緒であった。）
- 1992年10月、女流育成会入会。
- 1994年4月、女流棋士（女流2級）としてデビュー。
- 2007年、日本女子プロ将棋協会に移籍。
- 2015年3月31日、現役引退[2]。
- 2015年4月、LPSA公認制度見直しにより、LPSAプロとなる[4]。
- 2015年10月、株式会社いつつを設立し代表取締役就任[5]。主に少年少女を対象に将棋の普及活動を行なう。
- 2017年4月1日、 LPSAプロ活動停止に伴い、引退女流棋士昇段規定により、女流二段[3]。

## 人物
- 名前は蛸島彰子から命名。
- 1997年度前期、1999年度前期 NHK将棋講座の聞き手を務める。
- 2000年度より2002年度までNHK杯将棋トーナメントの司会を務める。
- 2002年3月、清水市代・山田久美・中倉宏美と女流棋士4人組のユニット原宿将棋通りでCDデビュー。
- 2002年8月、ホームページの企画でソロシングル「Tearful Smile」をリリース。作詞も手がける。
- 女流棋士姉妹が主人公の映画「とらばいゆ」は、大谷監督が中倉姉妹を雑誌で目にしたことがきっかけとなってできた。そういう意味で中倉姉妹がモデルであると言われることもあるが、人物設定やストーリーなどは完全なフィクションである。姉役の瀬戸朝香の演技指導を務めるなどの将棋監修、端役での出演と姉妹でそれぞれ参加もした。
- 夫婦共通の趣味は油絵で展覧会に作品を出展したこともあった。現在は専ら美術館などでの鑑賞のみ[6]。
- 一時期テニスを趣味にしていて、吉田友佳とはテニスを通じた友人。
- 高橋和女流三段とは大親友で、2001年3月から将棋世界に「高橋和と中倉彰子のみんな大好き」という連載を持っていた。
- 「Positive de Go!」では、いわゆる天然な性格の現れた発言やエピソードがよく聴かれる。しかし、高橋和からは、率先して動く居て安心な人と評されている[7]。

## 昇段履歴
- 1992年10月00日 - 女流育成会入会
- 1994年04月00日 - 女流2級
- 2000年04月00日 - 女流1級
- 2002年04月00日 - 女流初段
- 2015年03月31日 - 引退
- 2015年04月00日 - LPSAプロに転向
- 2017年04月00日 - 女流二段（LPSAプロ活動停止に伴い、引退女流棋士昇段規定により）[3]

## 作品

### 書籍
- 「Disney/Pixar どこでもマグネットブック カーズしょうぎ」 (ディズニー幼児絵本、 2017、講談社 (編集), 中倉彰子 (監修)）
- 「しょうぎの くにの だいぼうけん」（2017、講談社）[8]– 原作。絵は福山知沙。
- 「脳がぐんぐん成長する 将棋パズル」（2018、総合法令出版、中倉彰子(著)）
- 「はじめての しょうぎえほん しょうぎの くにで あそぼう」(2019、講談社）原作。絵は福山知沙。
- 「ストーリーでわかる! はじめての将棋ナビ☆』（2019、講談社、中倉彰子 (著, 監修), 有沢ゆう希 (著), 市井あさ (著)）